# Bāzūband
Bāzūband (persiska: بازوبند) är en ort i Iran.   Den ligger i provinsen Khorasan, i den nordöstra delen av landet, 600 km öster om huvudstaden Teheran. Bāzūband ligger 1 129 meter över havet och antalet invånare är 584.
Terrängen runt Bāzūband är platt. Runt Bāzūband är det ganska tätbefolkat, med 56 invånare per kvadratkilometer. Närmaste större samhälle är Bashnījābād, 14,7 km öster om Bāzūband. Omgivningarna runt Bāzūband är i huvudsak ett öppet busklandskap.